# Eimantas Bendžius
Eimantas Bendžius (Klaipeda, Lituania; 23 de abril de 1990) es un baloncestista lituano que juega para el Dinamo Basket Sassari. Con 2,03 metros de altura, juega de alero.

## Carrera deportiva
Militó en varios equipos de su país como el Lietuvos Rytas entre 2012 y 2014, el Pieno Zvaigzdes en la temporada 2011-2012 y el Perlas Vilnius entre 2008 y 2011.
En 2015 el Obradoiro ficha al alero lituano, procedente del Trefl Sopot, con el que ha promediado la última temporada en la Liga Polaca 14,3 puntos -con un 51,2 por ciento en tiros de dos, 41,4 por ciento en triples y 80,2 por ciento en libres- y 4,8 rebotes en veintisiete minutos a lo largo de 33 partidos.
Bendzius destacó en su vuelta a Lituania tras su periplo gallego, aportando en Lietuvos Rytas unas medias de 10.7 puntos y 4.3 rebotes en la LKL lituana, y 12.0 puntos y 4.1 rebotes en la EuroCup.
En julio de 2020, se compromete con el Dinamo Basket Sassari de la Lega Basket Serie A.

### Selección nacional
Internacional en las categorías sub-19 y sub-20 de Lituania.
[actualizar]
Durante agosto y septiembre de 2023 fue integrante de la selección de Lituania que participó en el Mundial de 2023 celebrado en Asia, y que finalizó en sexto lugar.